# MTV (Grèce)
Pour les articles homonymes, voir MTV.
 (novembre 2009).
Si vous disposez d'ouvrages ou d'articles de référence ou si vous connaissez des sites web de qualité traitant du thème abordé ici, merci de compléter l'article en donnant les références utiles à sa vérifiabilité et en les liant à la section « Notes et références ».

Logotype de MTV.

MTV Greece est une chaîne de télévision musicale du groupe Viacom International Media Networks Europe. Elle diffuse ses programmes en Grèce.
La chaîne a été créée le 1er septembre 2008.
La chaîne diffuse principalement les émissions culte de MTV en version sous-titrée ainsi que des clips grecs, anglais et américains.

## Programmes
Programmes diffusés sur MTV Greece :
- Nitro Circus,
- From G's To Gents,
- Scream Queens,
- Made,
- Room Raiders,
- Headbangers Ball,
- MTV Live,
- My Super Sweet 16,
- Chill Out Zone,
- World Stage.